# ان‌اس‌او گروپ
گروه ان‌اس‌او (به انگلیسی: NSO Group) (که کوته‌نوشت نام‌های نیو، شالو و امری، بنیانگذاران شرکت است) یک شرکت فناوری است. این شرکت، سازنده جاسوس‌افزار پگاسوس است.

## جزئیات
این شرکت در اوت ۱۹۹۹ بوسیله نیو کارمل، امری لاوی، و شالو هولیو بنیانگذاشته شد. شمار کارکنان این شرکت در سال سال ۲۰۱۷ به ۵۰۰ نفر می‌رسید و ستاد آن در هرتزلیا، نزدیک تل‌آویو در اسرائیل قرار دارد
گروه ان‌اس‌او تابع شرکت‌های فناوری سایبری کیو (Q) است. گروه ان‌اس‌او در اسرائیل از نام گروه سایبری کیو استفاده می‌کند. در لوکزامبورگ از نام او.اس. وای و در آمریکای شمالی یک شرکت تابع دارد که رسماً با نام وست بریدج (Westbridge) شاخته می‌شود. وست بریدج پیشتر یک شرکت فناوری بود که اکنون جزیی از پراگرس سافتور است.

## پگاسوس
جاسوس‌افزار پگاسوس بدون بدون نیاز به تعامل با قربانی، قادر به کنترل تلفن هوشمند فرد هدف، از راه دور است. برای نمونه در سال ۲۰۱۹ پگاسوس با بهره‌گیری از باگ‌های iMessage و Facetime تنها با برقراری یک تماس تلفنی با قربانی می‌توانست در آیفون طرف مقابل نصب شود. جاسوس افزار پگاسوس توسط اسرائیل به عنوان یک سلاح طبقه‌بندی شده‌است و هرگونه صادرات این فناوری باید به تأیید دولت اسرائیل برسد.

## جاسوسی
بر پایه چندین گزارش، نرم‌افزار پگاسوس ساخته شده توسط گروه ان‌اس‌او برای حمله علیه فعالین حقوق بشر و خبرنگاران در چندین کشور استفاده شده‌است. از این نرم‌افزار برای جاسوسی دولت پاکستان استفاده شده‌است. همچنین پگاسوس در کشتن جمال خاشقچی مخالف نظام سعودی بوسیله عوامل حکومت سعودی به کار رفته‌است.

## درآمد
درآمد سالانه این شرکت در سال ۲۰۱۳ حدود ۴۰ میلیون دلار و در سال ۲۰۱۵ نزدیک به ۱۵۰ میلیون دلار بود. در ژوئن ۲۰۱۷ شرکت برای فروش با قیمت ۱ میلیارد دلار توسط شرکت سرمایه‌گذاری آمریکایی شرکای فرانسیسکو به فروش گذاشته شد. بنیانگذاران شرکت، لاوی و هولیو، با شرکت اروپایی سرمایه‌گذاری نوواپینا به‌طور مساوی شریک شدند و در فوریه ۲۰۱۹ بیشتر سهام ان‌اس‌او را خریدند.

## پیگرد قضایی
بسیاری از شرکت‌های فناوری از گروه ان‌اس‌او شکایت کرده‌اند.
در اکتبر ۲۰۱۹ شرکت پیامرسان واتس‌اپ و شرکت مادرش فیس‌بوک بر پایه قانون عمل کلاهبرداری و سوءاستفاده ایالات متحده از ان‌اس‌او و فناوری سایبری کیو شکایت کردند. ان‌اس‌او مدعی است که فراهم کننده فناوری به حکومت‌های مجاز است که به آنها کمک می‌کند تا با تروریسم و جرم مبارزه کنند.
در نوامبر ۲۰۲۱ شرکت اپل از گروه ان‌اس‌او به دلیل رخنه به گوشی‌های آیفون به دادگاهی در کالیفرنیا شکایت کرد. اپل همه هزینه‌ها و خسارت‌های این شکایت به همراه ده میلیون دلار جریمه را از ان‌اس‌اُ طلب کرده و گفته آن را به گروه‌های پژوهش سایبری از جمله به سیتیزن لب اهدا خواهد کرد.

## فهرست سیاه
در اوایل نوامبر ۲۰۲۱ حکومت فدرال ایالات متحده آمریکا گروه ان‌اس‌او در فهرست سیاه خود قرار داد. زیرا جاسوس‌افزار پگاسوس، به دولت‌های خارجی امکان هدف‌گیری و سرکوب فراملی مخالفان و روزنامه‌نگاران و کنشگران را می‌دهد.